# Campionati slovacchi di ski cross
I Campionati slovacchi di ski cross sono stati una competizione sciistica che si svolgeva ogni anno, generalmente nel mese di marzo o aprile. Sono organizzati dalla Federazione slovacchi di sci e decretano il campione e la campionessa sloveni di ski cross. La manifestazione è stata interrotta nel 2016 e attualmente non è prevista la ripresa del campionato.

## Albo d'oro
| Edizione | Uomini          | Donne           |
| -------- | --------------- | --------------- |
| 2016     | Tomáš Bartalský | Gara cancellata |
| 2017     | Non disputati   | Non disputati   |
| 2018     | Non disputati   | Non disputati   |
| 2019     | Non disputati   | Non disputati   |
| 2020     | Non disputati   | Non disputati   |
| 2021     | Non disputati   | Non disputati   |
| 2022     | Non disputati   | Non disputati   |
| 2023     | Non disputati   | Non disputati   |
| 2024     | Non disputati   | Non disputati   |
| 2025     | Non disputati   | Non disputati   |